# Pirnaischer Platz
Der Pirnaische Platz ist ein Platz in Dresden, der ebenso wie der Postplatz auf eine historische Toranlage der alten Stadtfestung Dresdens zurückgeht. Am Pirnaischen Platz beginnt die gleichnamige Vorstadt.

## Lage

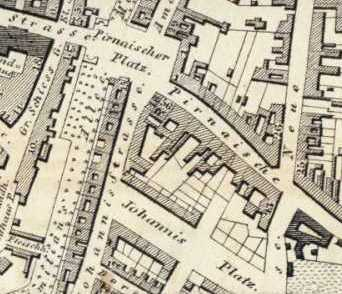
Pirnaischer Platz, 1863

Der Platz liegt am östlichen Rand der Inneren Altstadt und am westlichen Rand der Pirnaischen Vorstadt. In der Gegenwart kreuzen sich an dem Platz die Innenstadtdurchfahrung und die -umfahrung in Nord-Süd-Richtung.

## Geschichte
Bis zur Schleifung der Stadtmauer befand sich dort von 1591 bis 1820 das Pirnaische Tor, der Ausgang der Stadt, der sich Pirna zuwendet. Mit dem Abriss des Tores 1820/1821 entstand der freie Platz, der von Gottlob Friedrich Thormeyer geplant und angelegt wurde.
Von 1740 bis 1758 befand sich vor dem Tor das Wohnpalais von Johann Georg Maximilian von Fürstenhoff.

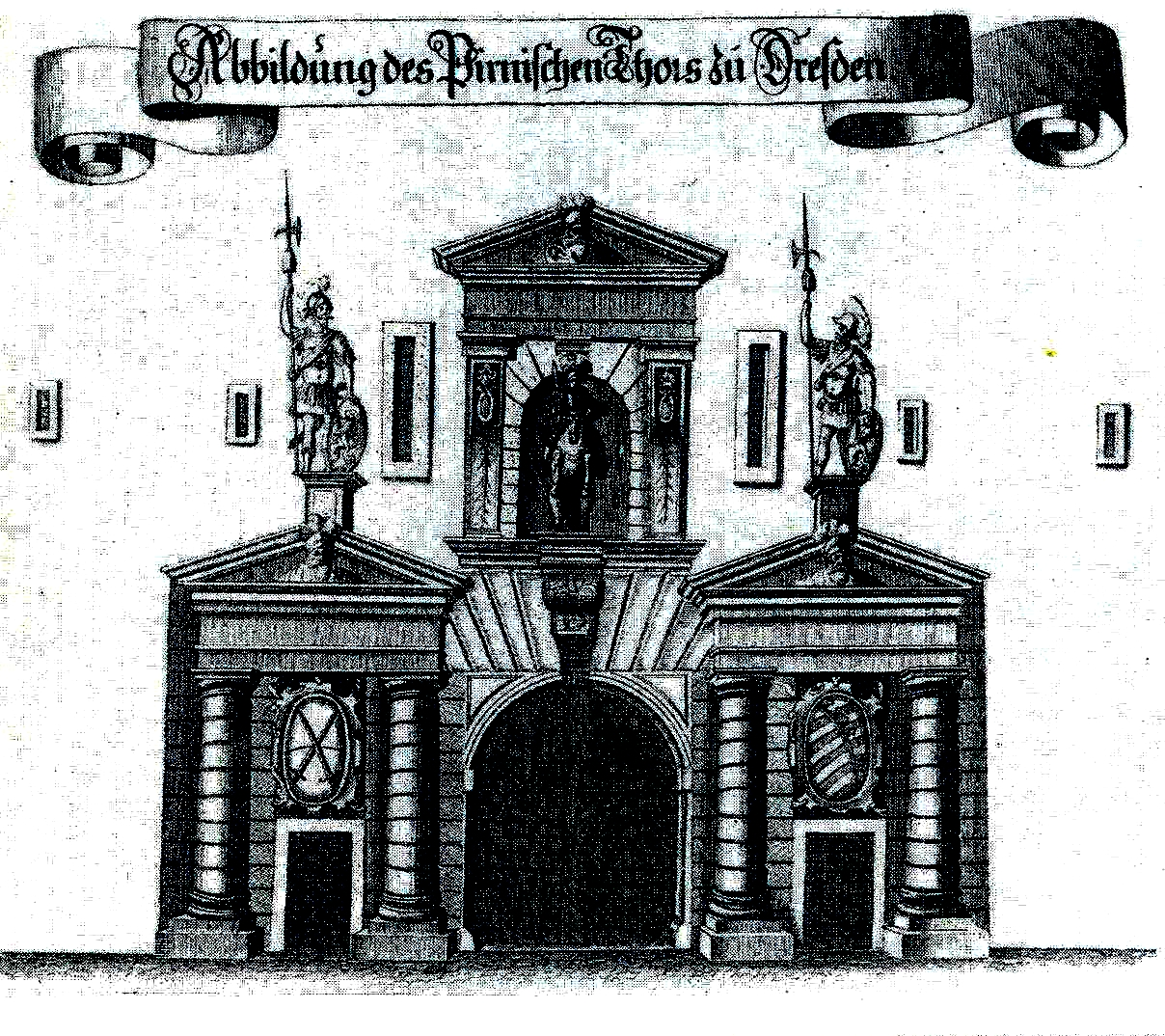
Pirnaisches Tor, 1679
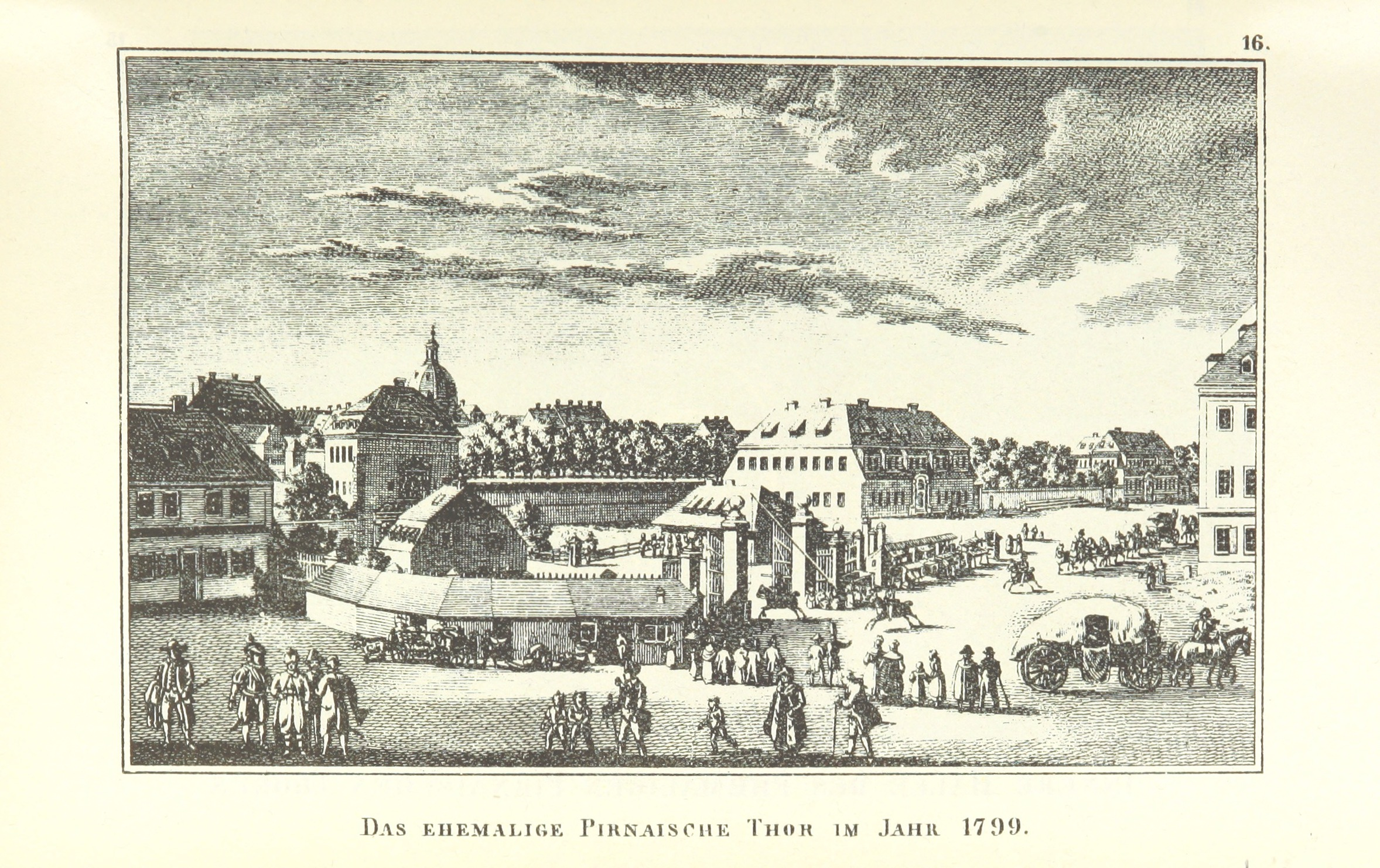
Pirnaisches Tor, 1799
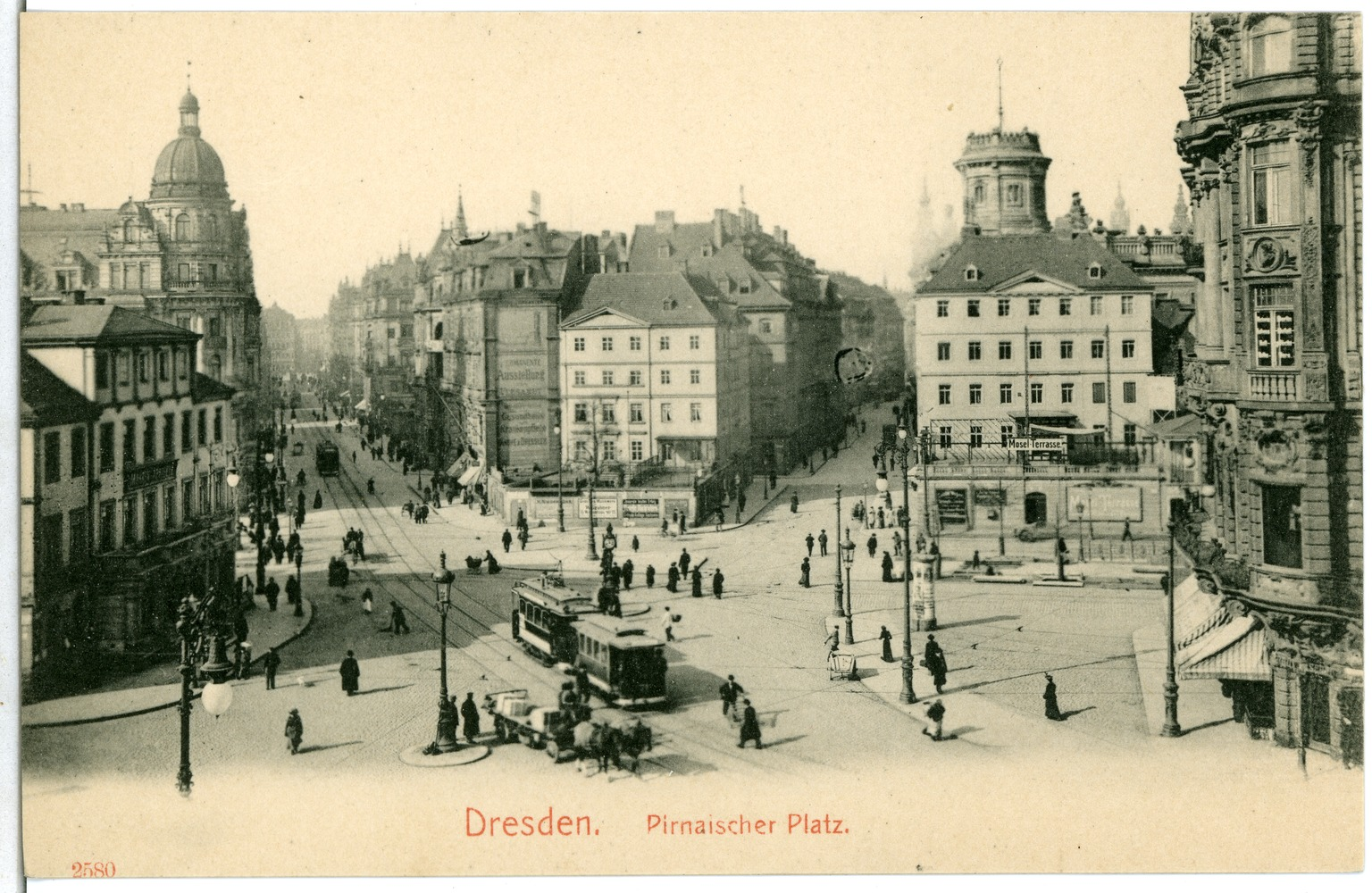
Pirnaischer Platz, 1902
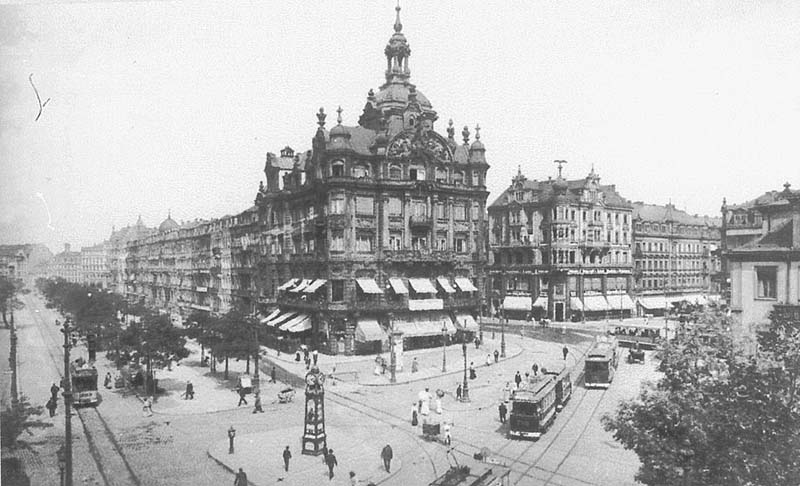
Pirnaischer Platz mit dem prachtvollen Kaiserpalast, um 1910
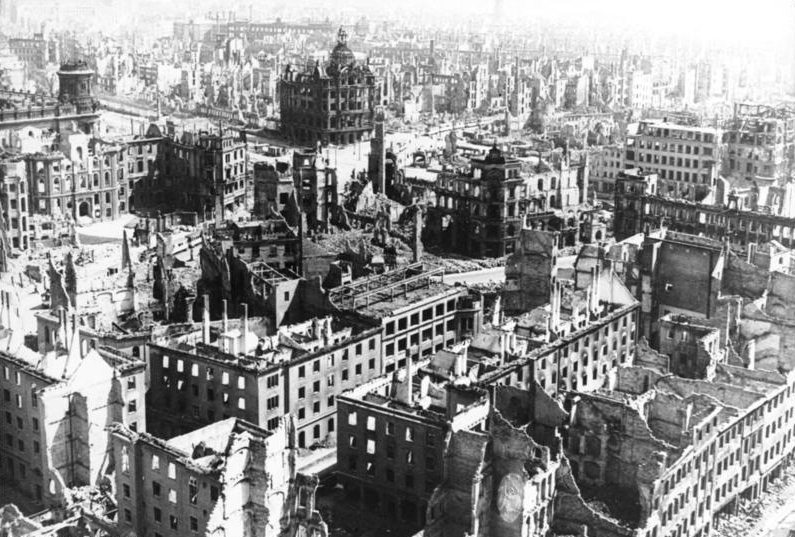
Der Pirnaische Platz nach den Luftangriffen auf Dresden im Februar 1945

Nach der Schaffung der Ringstraße, dem Durchbruch der König-Johann-Straße – des späteren östlichen Teils der Wilsdruffer Straße – und der Anlage der Grunaer Straße, entwickelte sich der Platz zu einem wichtigen Verkehrsknotenpunkt. Bei den Luftangriffen auf Dresden im Februar 1945 wurde die Bebauung des Platzes zerstört. Zu den zerstörten Gebäuden gehörte unter anderem der 1895 bis 1897 errichtete Kaiserpalast (das Geschäftshaus Illgen) und die Mohren-Apotheke. Den nordöstlichen Abschluss des Platzes bildete beim Wiederaufbau das 1964 bis 1966 erbaute Gebäudeensemble, bestehend aus dem 14-stöckigen Hochhaus Grunaer Straße 5 und dem Flachbau der Gaststätten Gastmahl des Meeres und Pirnaisches Tor.

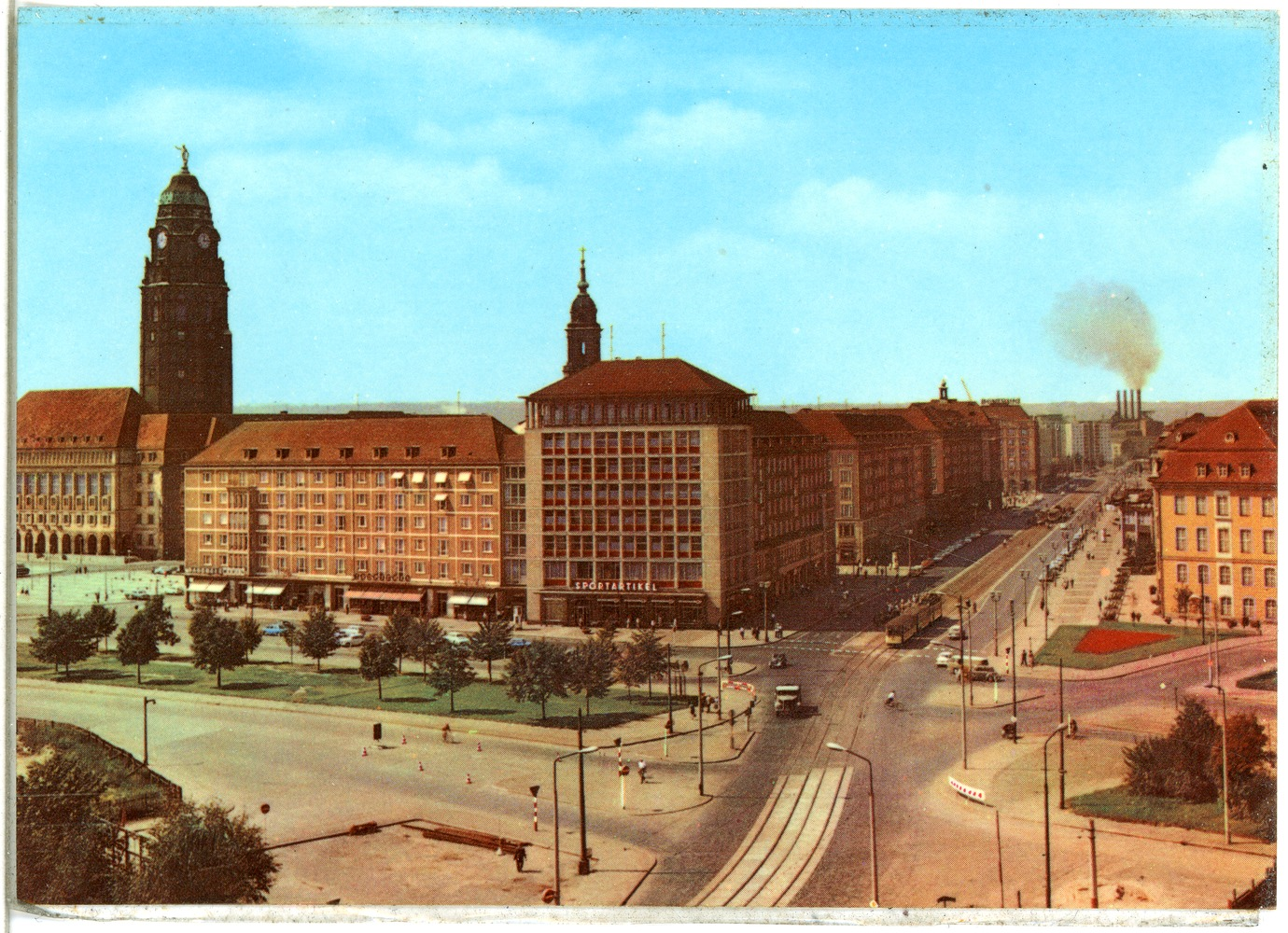
Pirnaischer Platz noch ohne Nord-Süd-Trasse der Straßenbahn, 1963
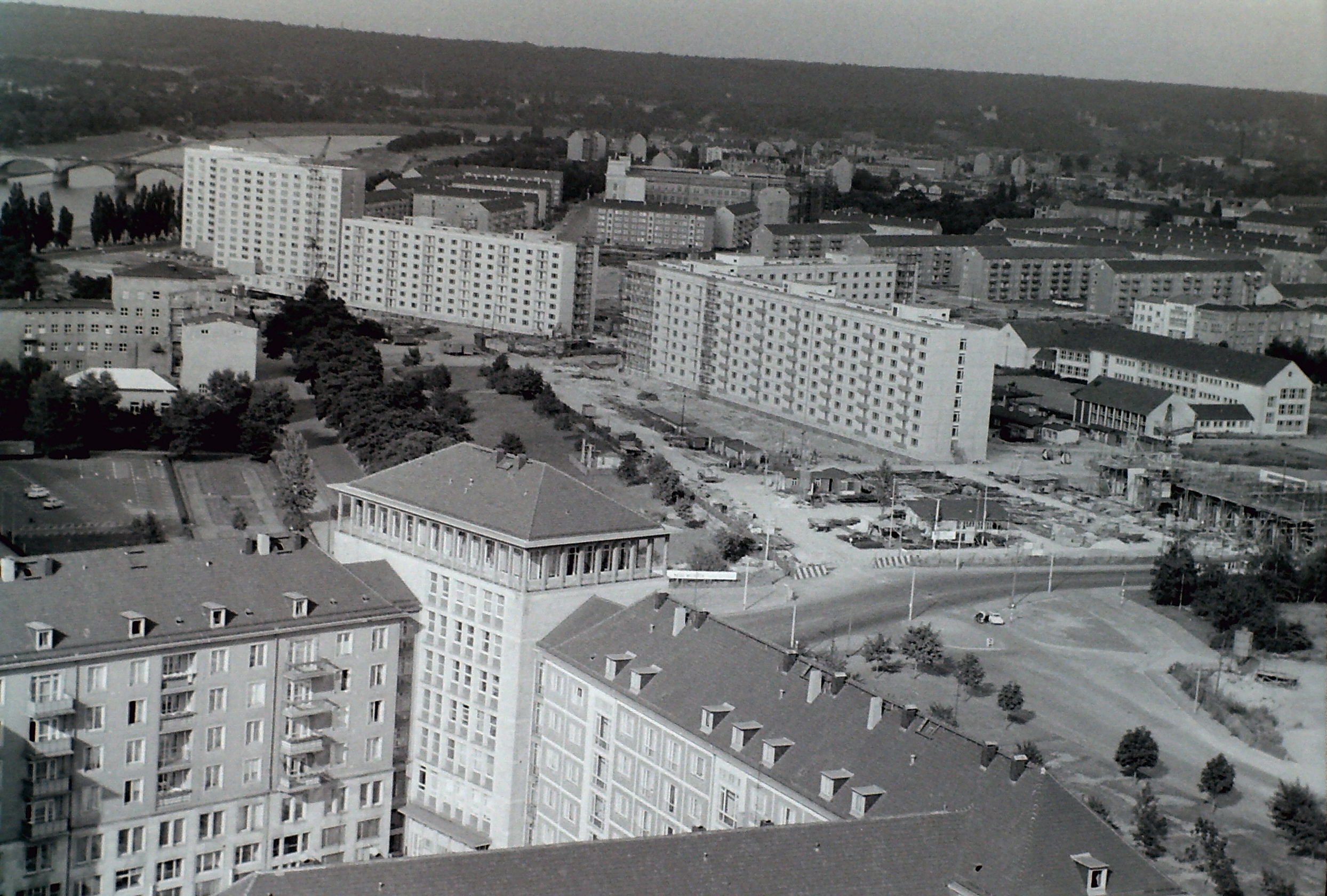
Pirnaischer Platz, 1965
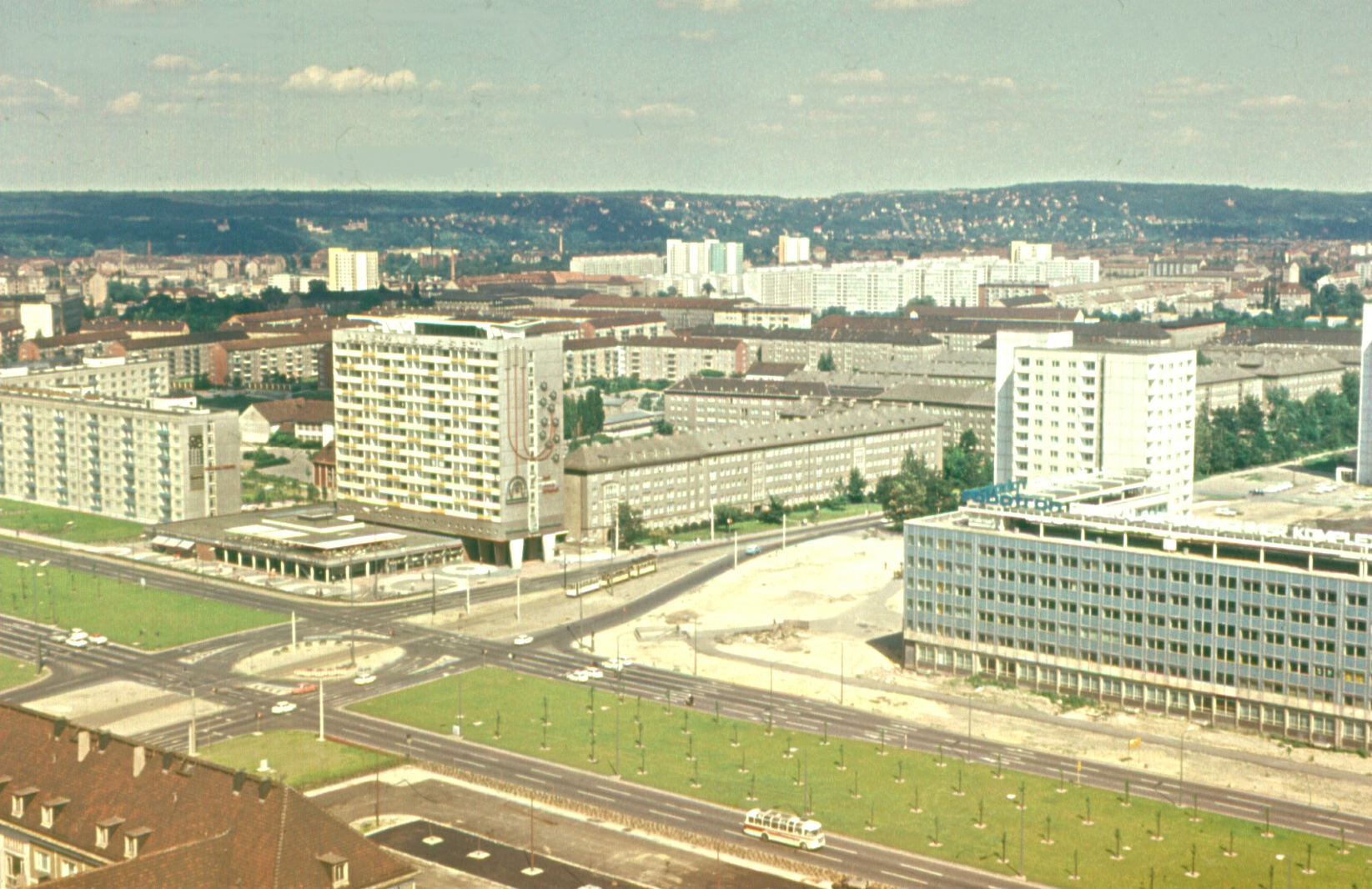
Pirnaischer Platz, 1972
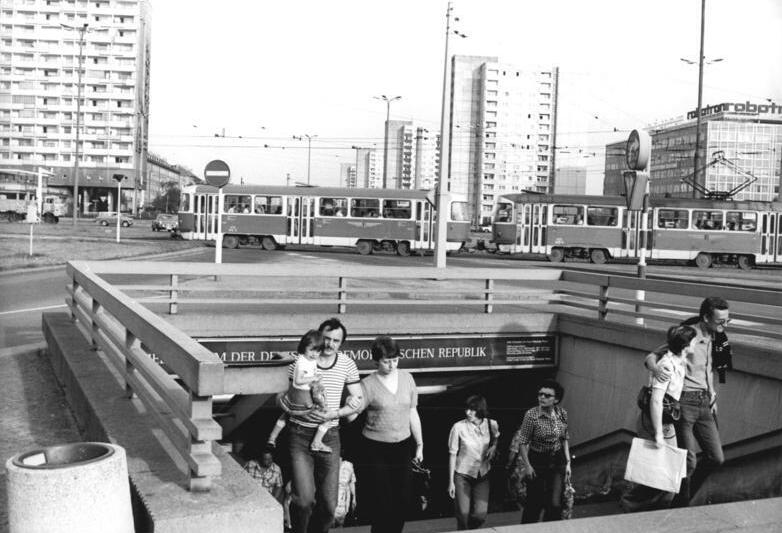
Fußgängertunnel, 1979
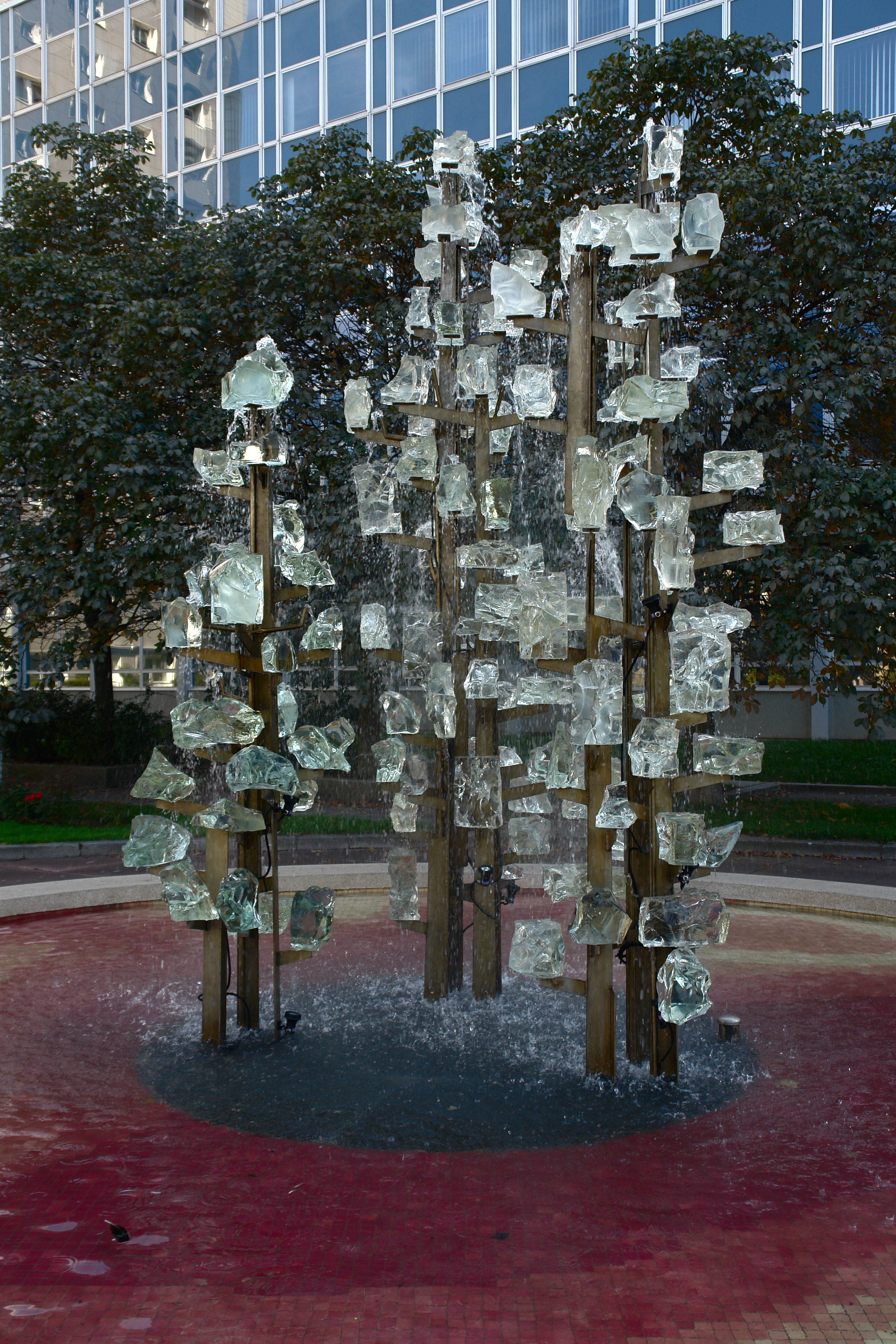
Brunnen von Leoni Wirth

Anfang der 1970er Jahre wurde ein Fußgängertunnel unter dem Platz angelegt. Darin war ein Teil der Stadtbefestigung zu sehen. Nach einem Brand am 13. September 2006 wurde der Tunnel gesperrt und im Juli 2010 mit Beton ausgegossen.

## Bebauung
Die wichtigste Bebauung am Platz liegt an dessen westlichem Rand. Mit dem Giebel dem Platz zugewandt, liegt das im barocken Baustil errichtete Landhaus. Dieser Front, die nicht die eigentliche Hauptfassade ist, wurde eine umstrittene Feuertreppe im postmodernen Stil angebaut.
Neben dem Landhaus befindet sich das Dresdner Polizeipräsidium. Dieses wurde Anfang des 20. Jahrhunderts im Späthistorismus errichtet und wirkt vor allem durch seine Bastionsform repräsentativ.
Der Platz an sich ist weitläufig, zwischen den beiden Fahrbahnen der St. Petersburger Straße befinden sich mehrere Baumreihen, ohne dass die Flächen als Parkanlage genutzt werden. An der Südostseite befindet sich der Gebäudekomplex des ehemaligen VEB Kombinat Robotron mit einem Glasbrunnen aus dem Jahr 1975. Leoni Wirth entwarf den Brunnen, dessen Terrazzobecken einen Durchmesser von 9,3 Metern hat. Der Beckengrund besteht aus Mosaikfliesen. Die Bauausführung übernahmen der Glasgestalter Helmut Kappelt und der Kunstschmied Karl Bergmann.

## Verkehr

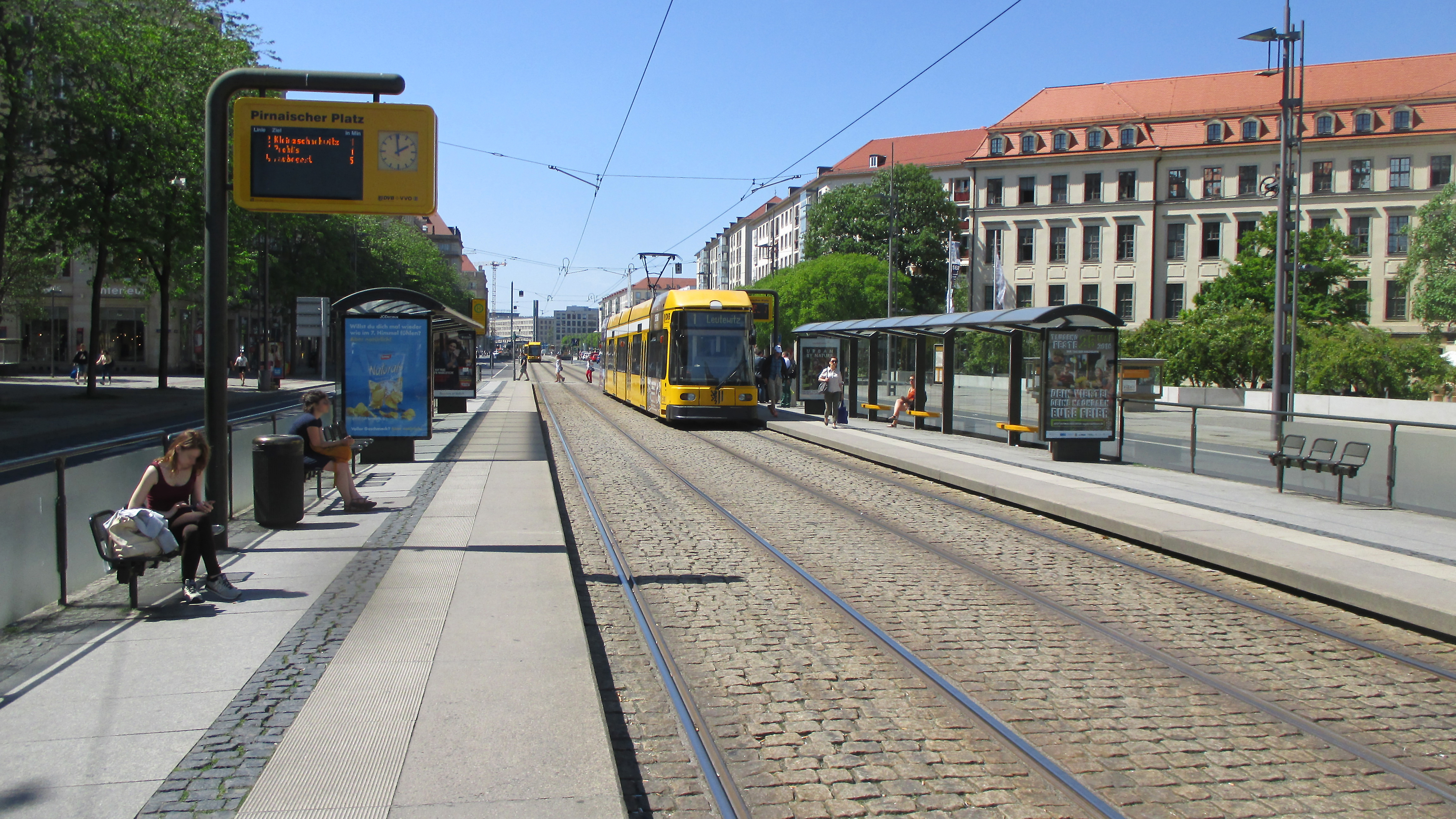
DVB Haltestelle – Dresden – Pirnaischer Platz

Von Norden nach Süden kreuzt die St. Petersburger Straße den Platz. Diese vierspurige Bundesstraße (B 170) durchquert Dresden über die nördlich gelegene Carolabrücke und gilt als wichtige Innenstadtumfahrung in dieser Richtung. Die zum Postplatz führende Wilsdruffer Straße wurde zurückgebaut und ist in ihrer Bedeutung zurückgestuft. Die Verlängerung dieser Straße in Richtung Osten ist die vierspurige Grunaer Straße, die zum Straßburger Platz führt. Die Landhausstraße verbindet den Platz mit dem Neumarkt. Über den Pirnaischen Platz rollen täglich 60.000 Fahrzeuge.
Neben der St. Petersburger Straße verläuft die Nord-Süd-Trasse der Straßenbahn auf einem eigenen Gleiskörper, der auch von Bussen befahren werden kann. In West-Ost-Richtung verläuft eine weitere Straßenbahntrasse. Es verkehren am Platz sechs Straßenbahnlinien und vier Buslinien. Der Pirnaische Platz ist mit über 40.000 ein-, aus- oder umsteigenden Fahrgästen pro Werktag (Stand 2015) nach Angaben der Dresdner Verkehrsbetriebe nach den Haltestellen Hauptbahnhof (einschließlich Hauptbahnhof Nord) und vor dem Postplatz einer der wichtigsten Knotenpunkte in ihrem Netz gemessen an ebendieser Zahl.